# Лупак (село)
Лупак (рум. Lupac) — село у повіті Караш-Северін в Румунії. Входить до складу комуни Лупак.
Село розташоване на відстані 350 км на захід від Бухареста, 6 км на захід від Решиці, 70 км на південний схід від Тімішоари.

## Населення
За даними перепису населення 2002 року у селі проживали 964 особи.
Національний склад населення села:
| Національність | Кількість осіб | Відсоток |
| -------------- | -------------- | -------- |
| хорвати        | 834            | 86,5%    |
| румуни         | 113            | 11,7%    |
| німці          | 13             | 1,3%     |

Рідною мовою назвали:
| Мова       | Кількість осіб | Відсоток |
| ---------- | -------------- | -------- |
| хорватська | 834            | 86,5%    |
| румунська  | 114            | 11,8%    |
| німецька   | 12             | 1,2%     |